# ジャン・ペラン
ジャン・バティスト・ペラン（Jean Baptiste Perrin, 1870年9月30日 - 1942年4月17日）はフランスの物理学者。物質が分子からできていることを実験的に証明した。1926年、ノーベル物理学賞を受賞した。息子のフランシス・ペランも物理学者。

## 人物・生涯
ノール県リールに生まれて、パリの高等師範学校で学んだ。パリ大学で物理学の講師となり、1910年から1930年まで高等師範学校の教授を務めた。
1890年代は陰極線の研究を行った。1901年には原子核のまわりを電子が回っているという、現在に連なる原子模型を最初に発表しているが、この当時は注目されなかった。1908年から、ブラウン運動に関する精密な実験を行い、分子理論を実証した。1913年著書『原子』を出版した。
1936年にレオン・ブルム内閣の科学研究担当国務次官になった。ドイツのフランス占領中はアメリカ合衆国へ逃れ、ニューヨークで没した。遺体は第二次世界大戦後の1948年に軽巡洋艦ジャンヌ・ダルクによってフランスへ移送され、パンテオンに埋葬された。
小惑星(8116)ジャンペランは彼にちなみ命名された。